# Église Saint-François-d'Assise d'Ouro Preto
Pour les articles homonymes, voir Église Saint-François-d'Assise.
L'église Saint-François-d'Assise d'Ouro Preto, est une église catholique de style baroque et rococo située à Ouro Preto, dans l'état du Minas Gerais, au Brésil.
En raison de son extraordinaire architecture, l'église a été classée par l'Institut national du patrimoine historique et artistique (IPHAN), a été classée en 2009 comme l'une des sept merveilles d'origine portugaise dans le monde, et l'intégration de la ville historique d'Ouro Preto fait partie du site du patrimoine mondial.

## Historique
La première pierre de l'église est posée vers 1765, elle est construite sous l'ordre des Tiers-Ordre de Saint-François. 
En 1766, le constructeur Domingos Moreira de Oliveira a remporté le contrat pour réaliser la construction avec un projet d'Aleijadinho. Cependant, l'approbation officielle pour la construction de l'église n'a été accordée qu'en 1771.
Comme le veut la tradition, le chœur est construit en premier, l'édifice sera érigé en 1794.